# Mattan II
Mattan II (ook wel Matan of Mittin) was koning van Tyrus van 730-729 v.Chr.. Hij was de opvolger van Hiram II en wordt samen met hem (en met Ethbaäl II) genoemd in de Assyrische annalen van Tiglatpileser III als een van de koningen die schatting aan hem afdroeg, waaruit blijkt dat Tyrus toentertijd een vazalstaatje van de Assyriërs was. De betaalde schatting bestond uit 150 talenten goud en werd afgedragen aan Tiglatpilesers veldheer Rabšaq. Dit was een relatief hoog bedrag, waaruit blijkt dat Tyrus onder Mattan zeer welvarend was.
Mattan werd opgevolgd door Eloulaios.